# Balmaceda anulipes
Balmaceda anulipes is een spinnensoort uit de familie van de springspinnen (Salticidae).
De wetenschappelijke naam van de soort werd in 1942 gepubliceerd door Benedicto Abílio Monteiro Soares.